# Coll de la Senyoral
El Coll de la Senyoral és un coll situat a 1.112,8 m alt a cavall dels termes comunals d'Arles i de Sant Llorenç de Cerdans, tots dos de la comarca del Vallespir, a la Catalunya del Nord.
És al sud-est del terme d'Arles i al nord-est del de Sant Llorenç de Cerdans, al nord-est de la Serra de la Garsa.